# رالف إيبرهارت
رالف إيبرهارت (بالإنجليزية: Ralph Eberhart)‏ هو ضابط أمريكي، ولد في 6 ديسمبر 1946 في نيفادا في الولايات المتحدة.

## وصلات خارجية
- رالف إيبرهارت على موقع إن إن دي بي (الإنجليزية)